# Mohamed al-Menfi
Mohamed Yunus al-Menfi (* 3. března 1976 Tobruk) je libyjský diplomat a politik. Dne 5. února 2021 byl na libyjském politickém fůru zvolen předsedou libyjské prezidentské rady. Předtím působil jako libyjský velvyslanec v Řecku.

## Kariéra
Jeho působení ve funkci velvyslance v Aténách bylo poznamenáno napjatými vztahy mezi GNA a řeckou vládou kvůli libyjsko-turecké dohodě o námořních hranicích. Tento spor je součástí dlouhodobého sporu mezi Tureckem a Řeckem o práva na těžbu ropy ve Středozemním moři. V prosinci 2019 byl nakonec z Athén vyhoštěn.
V rámci libyjského politického fóra pro výběr jednotného výkonného orgánu kandidoval na společné kandidátce s potencionálním premiérem Abdulem Hamídem Dbeibehem,Musou al-Konim a Abdulláhem al-Lafím jako členy prezidentské rady během voleb 24. prosince 2021. Jejich listina získala 39 hlasů, o pět více než listina Aguila Saleha Issy a Fathiho Bashaghy. Americký velvyslanec popřel jakýkoli pokus o ovlivnění voleb v neprospěch Al-Menfiho.
Dne 15. března 2021 se oficiálně chopil úřadu.
V srpnu 2024 kontroverzně sesadil bývalého guvernéra libyjské centrální banky Sadiqa Al-Kabira.